# Rodin, le Monument à Victor Hugo et le Penseur
Rodin, le Monument à Victor Hugo et le Penseur (Nederlands: Rodin, het Monument voor Victor Hugo en De Denker) is een gomdruk-foto van de Amerikaanse fotograaf Edward Steichen, gemaakt in 1902. De foto is gemaakt door combinatie van twee negatieven en toont de beeldhouwer Auguste Rodin voor twee van zijn bekendste sculpturen in de pose van De Denker. Een afdruk die in het bezit van Rodin was (26×32,2 cm) bevindt zich thans in het Musée Rodin te Parijs, een afdruk die in 1909 in Alfred Stieglitz' Gallery 291 werd geëxposeerd (39,6×48,3 cm) is in bezit van het Metropolitan Museum of Art te New York.

## Context
In 1900 vertrok de twintigjarige Edward Steichen vanuit Milwaukee naar Parijs om er de wereldtentoonstelling te bezoeken, maar vooral ook om de door hem bewonderde beeldhouwer Auguste Rodin op te zoeken. Nadat hij in 1898 een tijdschriftillustratie zag van Rodins toen als controversieel beschouwde 'Monument voor Balzac', was hij dusdanig onder de indruk dat hij direct het plan opvatte hem te ontmoeten. Al spoedig na zijn aankomst in Parijs werd hij aan Rodin voorgesteld. Hij vroeg of hij hem mocht fotograferen en gaandeweg werden ze, niettegenstaande het leeftijdsverschil, hechte vrienden
Later vertelde Steichen in een interview: 'Bijna een jaar lang ging ik elke zaterdagmiddag naar hem toe om hem te fotograferen, terwijl mensen met hem praatten en hij rondliep in zijn propvolle atelier. Er stond een groot marmeren beeld van Victor Hugo, dat toen nog niet helemaal af was. Er stond ook een zwarte bronzen figuur, De Denker. Het was niet mogelijk Rodin met beide beelden tegelijk te fotograferen. Ik deed er een jaar over om te bedenken hoe ik die twee dingen kon combineren. En het lukte. Het werd een van mijn beroemdste foto's. Met die foto heb ik zonder meer mijn naam in de wereld van de fotografie gevestigd.'

## Afbeelding
Steichens foto is gemaakt door combinatie van twee negatieven en toont Rodin voor twee van zijn bekendste sculpturen: het Monument voor Victor Hugo en 'De Denker'. Rodin zit zelf als een soort alter ego in de pose van 'De Denker'. De foto is opgezet in de stijl van het pictorialisme, beïnvloed door Alfred Stieglitz, die Steichen kort voor de eeuwwisseling had leren kennen: door sterke lichtcontrasten en een onscherp, wazig beeld, wordt een impressionistisch effect gecreëerd. Om zo'n effect te bereiken gebruikte Steichen deels de techniek van de softfocus, alsook het gomdruk-procedé, een combinatie die zorgde voor een voor die tijd bijzondere kunstzinnige impressie. Door het benadrukken van de textuur zet hij de beelden neer als een soort van levende wezens.
Toch zag Steichen zijn portret van Rodin als meer dan alleen een poëtische en artistiek mooie foto. Hij bedoelde het vooral als een persoonlijk eerbetoon aan de in zijn ogen geniale beeldhouwer, zoals Rodin eerder zijn standbeeld van Balzac bedoelde als eerbetoon voor de Franse schrijver. Beide werken kenmerken zich door een sterk heroïsche uitstraling.

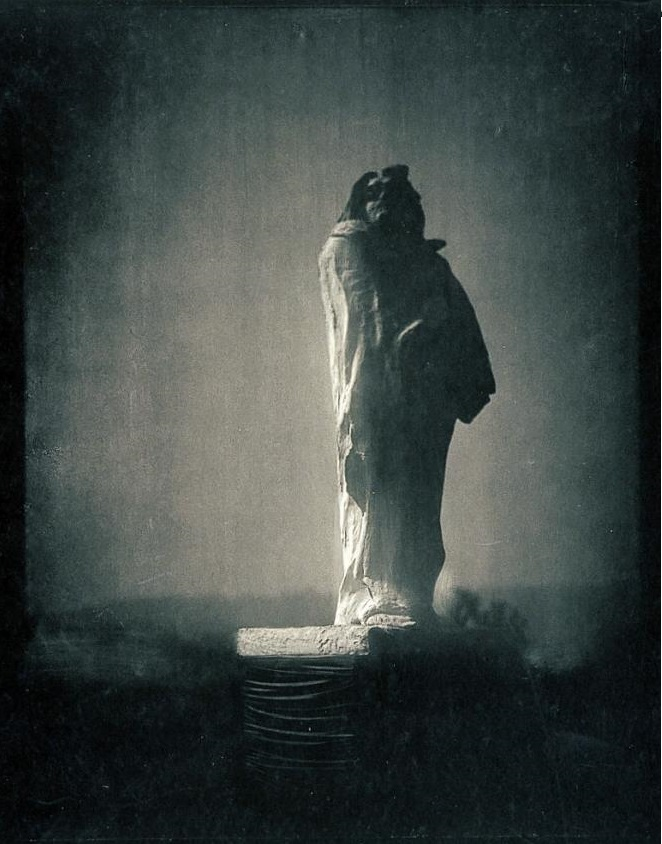
Steichens foto van Rodins 'Monument pour Balzac'

## Invloed
Steichens fotomontage van Rodin werd twee keer, in 1905 en 1906, gepubliceerd in Alfred Stieglitz' beroemde Amerikaanse fototijdschrift Camera Work. In 1908 maakte hij op verzoek van Rodin te Parijs enkele foto's van diens 'Monument pour Balzac' bij maanlicht In het nocturnisch-atmosferische resultaat, waarbij het standbeeld wordt weergegeven als een spookachtig silhouet, pakte hij in de woorden van Rodin de essentie van het standbeeld.
In 1909 exposeerde Steichen een serie foto's van Rodin en diens standbeelden, waaronder Rodin, le Monument à Victor Hugo et le Penseur en 'Monument pour Balzac', in Alfred Stieglitz' 'Gallery 291' en trok daarmee veel aandacht. In 1911 publiceerde hij ze in een fotoboek. Uiteindelijk zouden zijn foto's sterk bijdragen aan de populariteit van Rodins werk in de Verenigde Staten na 1910. Veel van Rodins sculpturen verhuisden over de oceaan en bevinden zich thans in Amerikaans bezit.